# Abbazia di Las Huelgas

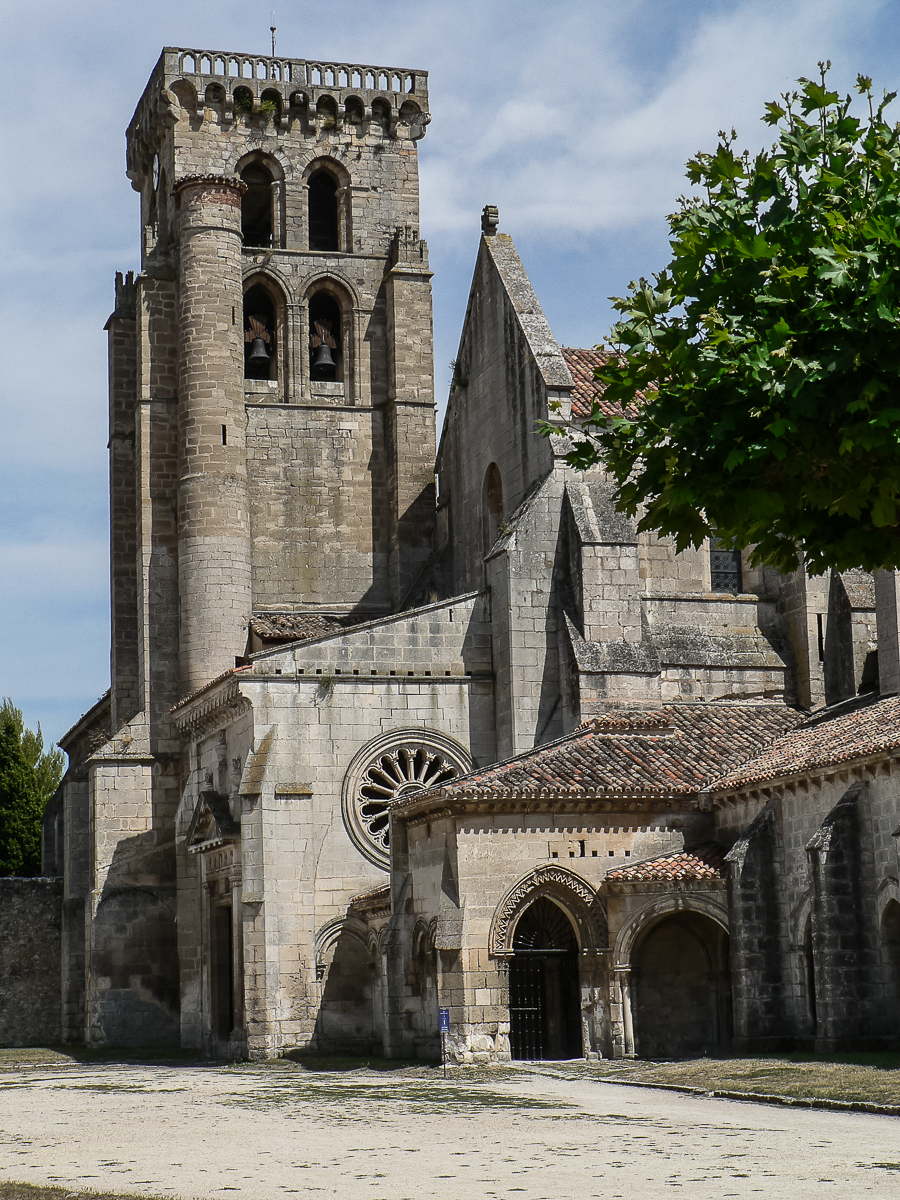
L'abbazia di Las Huelgas

L'abbazia di Las Huelgas (Santa María la Real de Las Huelgas) è un monastero femminile cistercense che sorge in Spagna, fuori dalle mura della città di Burgos.

## Storia
L'abbazia fu fondata da Alfonso VIII, re di Castiglia, e da sua moglie Eleonora Plantageneta attorno al 1180, poco dopo la vittoria riportata sui mori a Cuenca.
Fu affidato a una comunità di religiose provenienti dal monastero di Tulebras, in Navarra, e la prima badessa fu Misol.
Nel 1187 papa Clemente III concesse all'abbazia il privilegio dell'esenzione e lo pose sotto la protezione della Sede apostolica; contemporaneamente, Alfonso VIII emise una carta di donazione che garantì a lungo una grande prosperità al monastero.
Su richiesta del sovrano di Castiglia, l'abate di Cîteaux Guido II incorporò il monastero di Las Huelgas all'ordine cistercense e lo pose sotto la giurisdizione diretta dell'abate di Cîteaux.
Alle dipendenze della badessa di Las Huelgas Alfonso VIII pose l'ospizio reale della città di Burgos, destinato all'assistenza ai poveri e ai pellegrini che si recavano a Santiago di Compostela. Il commendatario che dirigeva l'istituto, così come i 12 fratelli e le 8 sorelle incaricati dell'assistenza agli ospiti, emettevano i voti nelle mani della badessa.

### Capo e madre di una congregazione

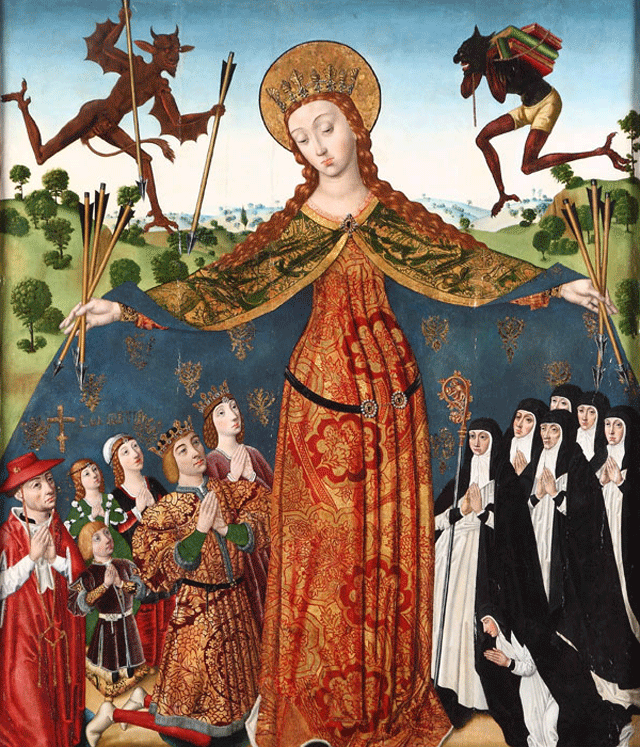
La Vergine e i fondatori dell'abbazia

Per volere di Alfonso VIII, Las Huelgas fu innalzata al rango di capo e madre di tutti i monasteri femminili di tradizione cistercense del regno: per tale progetto il re si avvalse della collaborazione di Martino di Finojosa, vescovo di Sigüenza e già abate cistercense di Huerta, che sottopose la questione all'esame del capitolo generale dell'ordine.
Il primo capitolo delle badesse cistercensi del regno di Castiglia si riunì a Las Huelgas nel 1189: vi parteciparono le superiore dei sette monasteri di Perales, Torquemada, Arroyo, Carrizo, Gradefes, Cañas e Fuencaliente.
La congregazione di monasteri si organizzò sul modello dell'ordine di Cîteaux: i capitoli generali si celebravano annualmente; la badessa di Las Huelgas aveva il diritto di visitare le abbazie filiali e di confermarne l'elezione delle badesse.
Ai monasteri originali, nel tempo si aggiunsero quelli di Vileña, Villamayor de los Montes, Avia, Barría, El Renuncio e, forse, Otero de las Dueñas.
Per antica consuetudine e con il tacito consenso papale, la badessa di Las Huelgas godette a lungo di una giurisdizione quasi vescovile su ecclesiastici, religiosi e laici dei suoi vasti possedimenti. Innocenzo III tentò di limitare questi poteri e nel 1210 inviò a Las Huelgas Guido II, abate di Morimond, per reprimere gli eccessi (proibì alla badessa di imporre il velo alle religiose, di ascoltarne le confessioni e predicare il Vangelo); tuttavia, fino al 1874 la badessa conservò il diritto di conferire benefici, dare ai sacerdoti il permesso di confessare, predicare e celebrare, concedere lettere testimoniali riguardo alle ordinazioni sacre.
Nel corso dei XIX secolo l'abbazia fu spogliata di tutti i suoi benefici ecclesiastici e del suo immenso patrimonio, ma la comunità riuscì a sopravvivere: nel 1955 papa Pio XII la pose a capo della federazione dei 26 monasteri cistercensi dell'Osservanza regolare di San Bernardo in Spagna.

## Monumenti e luoghi d'interesse

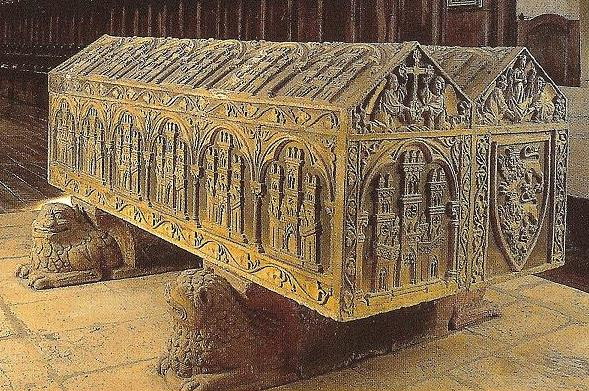
Il sepolcro di Alfonso VIII ed Eleonora

Il monastero è monumento nazionale (Bien de Interés Cultural).
La chiesa abbaziale, in stile gotico, fu iniziata nel 1225 e terminata nel 1279.
Il maggiore dei due chiostri, detto di San Fernando, è del XIII secolo come la magnifica sala capitolare; quello minore, il Claustillas, è del XII secolo.
La chiesa del monastero ospita le tombe di Alfonso VIII e di sua moglie Eleonora, di Alfonso VII, di Sancio III, di Enrico I, di Alfonso X e di numerosi membri della famiglia reale.
L'abbazia conserva anche la croce innalzata nel 1212 durante la battaglia di Las Navas de Tolosa e lo stendardo moresco preso alle schiere nemiche.